# Notre-Dame-du-Rocher
Notre-Dame-du-Rocher település Franciaországban, Orne megyében. Lakosainak száma 53 fő (2018. január 1.). Notre-Dame-du-Rocher Ségrie-Fontaine, Bréel, La Carneille, Sainte-Honorine-la-Guillaume és Taillebois községekkel határos.

## Népesség
A település népességének változása:
| Lakosok száma | 95   | 89   | 72   | 72   | 73   | 62   | 67   | 61   | 53   | 53   |
|               | 1962 | 1968 | 1975 | 1982 | 1990 | 2008 | 2013 | 2015 | 2017 | 2018 |